# Klopidogrél
A klopidogrél (INN: clopidogrel) egy erős trombocitaaggregációt gátló hatóanyag, melyet koronaér-betegség, perifériás érbetegség és agyi érbetegség kezelésére használnak. A klopidogrélt Plavix néven a Sanofi Pharma Bristol-Myers Squibb SNC forgalmazza az Európai Unióban, de 2009-től számos klopidogrél tartalmú generikus gyógyszer is elérhetővé vált. 2008-ban a Plavix volt a második legnagyobb forgalmat hozó gyógyszer a világon (8,6 milliárd amerikai dollár).

## Hatástan
A klopidogrél hatását a trombocitasejtek adenozin-difoszfát (ADP) receptorának irreverzibilis gátlásával fejti ki. A receptor neve P2Y12, és fontos szerepet játszik a trombocitaaggregációban. A receptor blokkolása meggátolja a glikoprotein IIb/IIIa útvonal aktiválását.

## Mellékhatások
- neutropenia
- thrombotic thrombocytopenic purpura
- vérzések
  - gyomorvérzés
  - agyvérzés
- erektilis diszfunkció (impotencia)

## Készítmények
A klopidogrél nagyon sok készítmény hatóanyaga mind a nemzetközi gyógyszer-kereskedelemben, mind a Magyarországon forgalomban levő gyógyszerekben.